# Coupe continentale de hockey sur glace 2018-2019
Navigation
Édition 2017-2018 Édition 2019-2020
La saison 2018-2019 est la vingt-deuxième édition de la Coupe continentale de hockey sur glace, une compétition européenne de clubs organisée par la Fédération internationale de hockey sur glace (IIHF). Elle débute le 28 septembre 2018 alors que la finale se tient du 11 au 13 janvier 2018. Si approuvé par le comité directeur de la CHL, le vainqueur se qualifie pour l'édition 2019-2020 de la Ligue des champions de hockey sur glace.

## Présentation
Dix-sept équipes venant d'autant de pays prennent part à la compétition : il s'agit des vainqueurs des championnats nationaux respectifs, à l’exception du HK Homiel (vainqueur de la Coupe de Biélorussie), des Lions de Lyon (vainqueur de la Coupe de France), du GKS Tychy (finaliste des séries de la Polska Hokej Liga) et des Belfast Giants (vainqueur de l′EIHL Challenge Cup).
La compétition se divise en quatre phases de groupes. L'entrée en lice des équipes se fait selon le niveau de chacune.
Chaque groupe est composé de quatre équipes et est organisé par l'une d'entre elles. Il se déroule sous la forme d'un championnat à rencontre simple. Aux premier et deuxième tours, seul le vainqueur de chaque groupe se qualifie pour le tour suivant tandis que les deux premiers de chaque groupe du troisième tour se qualifient pour la finale. Si approuvé par le comité directeur de la CHL, le vainqueur de la Coupe continentale 2018-2019 obtient une place pour la saison 2019-2020 de la Ligue des champions.
La répartition des points est la suivante :
- 3 points pour une victoire dans le temps réglementaire
- 2 points pour une victoire en prolongation ou aux tirs de fusillade
- 1 point pour une défaite en prolongation ou aux tirs de fusillade
- 0 point pour une défaite dans le temps réglementaire

### Clubs participants
| Premier tour du 28 au 30 septembre au Palais des sports d'hiver à Sofia |
| --- |
| - Irbis-Skate SK (Champion de Bulgarie 2017-2018) - Zeytinburnu Belediyesi SK (Champion de Turquie 2017-2018) - Vikingar (Champion d'Islande 2017-2018) - HC Bat Yam (Champion d'Israël 2017-2018) |
| Deuxième tour du 19 au 21 octobre au Arena Ritten à Renon et au Kurbads ledus halle à Riga |
| - Ritten Sport (Champion d'Italie 2017-2018) - MAC Budapest (Champion de Hongrie 2017-2018) - HDD Jesenice (Champion de Slovénie 2017-2018) - Étoile rouge de Belgrade (Champion de Serbie 2017-2018) - Donbass Donetsk (Champion d'Ukraine 2017-2018) - HK Kurbads (Champion de Lettonie 2017-2018) - CH Txuri Urdin (Champion d'Espagne 2017-2018)                    |
| Troisième tour du 15 au 18 novembre à la Patinoire Charlemagne à Lyon et au SSE Arena à Belfast |
| - Arlan Kökşetaw (Champion du Kazakhstan 2017-2018) - HK Homiel (Vainqueur de la Coupe de Biélorussie 2017) - Lions de Lyon (Vainqueur de la Coupe de France 2017-2018) - Belfast Giants (Vainqueur de l'EIHL Challenge Cup 2017-2018) - GKS Katowice (Finaliste des séries de Championnat de Pologne 2017-2018) - KHL Medveščak Zagreb (Champion de Croatie 2017-2018) |

## Premier tour — Groupe 1A
Le premier tour se déroule du 28 au 30 septembre 2018 au Palais des sports d'hiver à Sofia en Bulgarie.

### Matches
| 28 septembre | Zeytinburnu Belediyesi SK | 4-0 (1-0, 2-0, 1-0) | HC Bat Yam | Palais des sports d'hiver 50 spectateurs |

| Feuille de match | Feuille de match | Feuille de match | Feuille de match | Feuille de match                                                                 |
| ---------------- | --- | ---------------- | ---------------- | -------------------------------------------------------------------------------- |
|                  | Gümüs (Halil, Dimitrovici) — 17 min 37 s Halil (Chernenko, Nichiporenko) — 25 min 25 s (SN) Halil (Demirer) — 26 min 47 s Chernenko (Nichiporenko, Gümüs) — 48 min 34 s (2 SN) | 1-0 2-0 3-0 4-0  | -                | Arbitrage : Niclas Lundsgaard Juges de ligne : Kiril Peychinov Luchezar Stoyanov |
| Rakhno           | Gardiens | Gokhberg         |                  | Arbitrage : Niclas Lundsgaard Juges de ligne : Kiril Peychinov Luchezar Stoyanov |
| 12 min           | Pénalités | 16 min           |                  | Arbitrage : Niclas Lundsgaard Juges de ligne : Kiril Peychinov Luchezar Stoyanov |
| 33               | Tirs | 17               |                  | Arbitrage : Niclas Lundsgaard Juges de ligne : Kiril Peychinov Luchezar Stoyanov |

| 28 septembre | Skautafélag Akureyrar | 5-4 (TB) (2-2, 1-0, 1-2, 0-0, 1-0) | Irbis-Skate SK | Palais des sports d'hiver 563 spectateurs |

| Feuille de match | Feuille de match | Feuille de match                    | Feuille de match | Feuille de match                                                               |
| ---------------- | --- | ----------------------------------- | --- | ------------------------------------------------------------------------------ |
|                  | - Runarsson (Sigrunarson, Sipponen) — 17 min 4 s Jonsson (J. Leifsson, Sipponen) — 18 min 52 s (SN) Sveinsson (Arnason) — 35 min 2 s Sigrunarson (Runarsson) — 41 min 42 s - Stuart-Dant — 65 min (TB) | 0-1 0-2 1-2 2-2 3-2 4-2 4-3 4-4 5-4 | Orlov (Perminov) — 12 min 7 s (2 SN) Perminov (Shchevelev, Tiurin) — 12 min 44 s (2 SN) - Muhachev (Yotov) — 47 min 55 s (SN) Tiurin (Shchevelev, Muhachev) — 58 min 51 s (JS) - | Arbitrage : Anton Hladchenko Juges de ligne : Martin Boyadjiev Vasiliy Vasilev |
| Beukeboom        | Gardiens | Zubarev                             | | Arbitrage : Anton Hladchenko Juges de ligne : Martin Boyadjiev Vasiliy Vasilev |
| 12 min           | Pénalités | 18 min                              | | Arbitrage : Anton Hladchenko Juges de ligne : Martin Boyadjiev Vasiliy Vasilev |
| 28               | Tirs | 38                                  | | Arbitrage : Anton Hladchenko Juges de ligne : Martin Boyadjiev Vasiliy Vasilev |

| 29 septembre | Irbis-Skate SK | 8-1 (2-1, 2-0, 4-0) | HC Bat Yam | Palais des sports d'hiver 250 spectateurs |

| Feuille de match | Feuille de match | Feuille de match                    | Feuille de match                | Feuille de match                                                             |
| ---------------- | --- | ----------------------------------- | ------------------------------- | ---------------------------------------------------------------------------- |
|                  | - Shchevelev (Chromy, Orlov) — 6 min 49 s Muhachev (Perminov) — 16 min 39 s (SN) Dusicka (Simo) — 23 min 29 s (SN) Tiurin (Shchevelev) — 37 min 32 s Perminov — 44 min 19 s Bustin (Dusicka, Perminov) — 51 min 30 s Shchevelev (Yotov) — 51 min 51 s Tiurin (Yotov) — 54 min 20 s | 0-1 1-1 2-1 3-1 4-1 5-1 6-1 7-1 8-1 | Spektor (Vernyy) — 3 min 27 s - | Arbitrage : Nebojsa Ivanov Juges de ligne : Martin Boyadjiev Vasiliy Vasilev |
| Zubarev          | Gardiens | Gokhberg                            |                                 | Arbitrage : Nebojsa Ivanov Juges de ligne : Martin Boyadjiev Vasiliy Vasilev |
| 10 min           | Pénalités | 10 min                              |                                 | Arbitrage : Nebojsa Ivanov Juges de ligne : Martin Boyadjiev Vasiliy Vasilev |
| 35               | Tirs | 19                                  |                                 | Arbitrage : Nebojsa Ivanov Juges de ligne : Martin Boyadjiev Vasiliy Vasilev |

| 29 septembre | Zeytinburnu Belediyesi SK | 1-6 (0-2, 1-3, 0-1) | Skautafélag Akureyrar | Palais des sports d'hiver 213 spectateurs |

| Feuille de match | Feuille de match        | Feuille de match           | Feuille de match | Feuille de match                                                                 |
| ---------------- | ----------------------- | -------------------------- | --- | -------------------------------------------------------------------------------- |
|                  | - Halil — 32 min 29 s - | 0-1 0-2 0-3 1-3 1-4 1-5 -6 | Sveinsson (Jakobsson, Arnason) — 5 min 12 s Jonsson (Sipponen) — 11 min 56 s (SN) Stuart-Dant (Sipponen) — 22 min 53 s - Gislason (Runarsson) — 36 min 13 s J. Leifsson (Sipponen, Gislason) — 39 min 17 s (SN) Gunnarsson (Blöndal, Sipponen) — 57 min 23 s | Arbitrage : Niclas Lundsgaard Juges de ligne : Kiril Peychinov Luchezar Stoyanov |
| Rakhno           | Gardiens                | Beukeboom                  | | Arbitrage : Niclas Lundsgaard Juges de ligne : Kiril Peychinov Luchezar Stoyanov |
| 14 min           | Pénalités               | 8 min                      | | Arbitrage : Niclas Lundsgaard Juges de ligne : Kiril Peychinov Luchezar Stoyanov |
| 15               | Tirs                    | 29                         | | Arbitrage : Niclas Lundsgaard Juges de ligne : Kiril Peychinov Luchezar Stoyanov |

| 30 septembre | HC Bat Yam | 0-2 (0-0, 0-2, 0-0) | Skautafélag Akureyrar | Palais des sports d'hiver 150 spectateurs |

| Feuille de match | Feuille de match | Feuille de match | Feuille de match                                                                              | Feuille de match                                                             |
| ---------------- | ---------------- | ---------------- | --------------------------------------------------------------------------------------------- | ---------------------------------------------------------------------------- |
|                  | -                | 0-1 0-2          | Gislason (Sigrnarson, Runarsson) — 21 min 20 s J. Leifsson (Gislason, Sipponen) — 30 min 31 s | Arbitrage : Nebojsa Ivanov Juges de ligne : Martin Boyadjiev Vasiliy Vasilev |
| Gokhberg         | Gardiens         | Beukeboom        |                                                                                               | Arbitrage : Nebojsa Ivanov Juges de ligne : Martin Boyadjiev Vasiliy Vasilev |
| 28 min           | Pénalités        | 4 min            |                                                                                               | Arbitrage : Nebojsa Ivanov Juges de ligne : Martin Boyadjiev Vasiliy Vasilev |
| 14               | Tirs             | 28               |                                                                                               | Arbitrage : Nebojsa Ivanov Juges de ligne : Martin Boyadjiev Vasiliy Vasilev |

| 30 septembre | Irbis-Skate SK | 5-2 (3-1, 0-1, 2-0) | Zeytinburnu Belediyesi SK | Palais des sports d'hiver 619 spectateurs |

| Feuille de match | Feuille de match | Feuille de match            | Feuille de match                                                                               | Feuille de match                                                                |
| ---------------- | --- | --------------------------- | ---------------------------------------------------------------------------------------------- | ------------------------------------------------------------------------------- |
|                  | Muhachev (Tiurin) — 5 min 28 s (IN) Georgiev (Gatchev, Bachvarov) — 6 min 57 s - Bustin — 19 min 12 s (SN) - Muhachev (Perminov) — 41 min 34 s Orlov — 57 min 5 s (CV) | 1-0 2-0 2-1 3-1 3-2 4-2 5-2 | - Gümüs (Nichiporenko) — 16 min 34 s (IN) - Dimitrovici (Khokholev, Chernenko) — 39 min 16 s - | Arbitrage : Anton Hladchenko Juges de ligne : Kiril Peychinov Luchezar Stoyanov |
| Zubarev          | Gardiens | Bozaci                      |                                                                                                | Arbitrage : Anton Hladchenko Juges de ligne : Kiril Peychinov Luchezar Stoyanov |
| 12 min           | Pénalités | 14 min                      |                                                                                                | Arbitrage : Anton Hladchenko Juges de ligne : Kiril Peychinov Luchezar Stoyanov |
| 23               | Tirs | 22                          |                                                                                                | Arbitrage : Anton Hladchenko Juges de ligne : Kiril Peychinov Luchezar Stoyanov |

### Classement
| Clt   | Équipe                    | PJ | V | VP | D | DP | BP | BC | Diff | Pts |
| ----- | ------------------------- | -- | - | -- | - | -- | -- | -- | ---- | --- |
| +001, | Skautafélag Akureyrar     | 3  | 2 | 1  | 0 | 0  | 13 | 5  | +8   | 8   |
| +002, | Irbis-Skate SK            | 3  | 2 | 0  | 0 | 1  | 17 | 8  | +9   | 7   |
| +003, | Zeytinburnu Belediyesi SK | 3  | 1 | 0  | 2 | 0  | 7  | 11 | -4   | 3   |
| +004, | HC Bat Yam                | 3  | 0 | 0  | 3 | 0  | 1  | 14 | -13  | 0   |

- Qualifié pour le deuxième tour

## Deuxième tour

### Groupe 2B
Le Groupe 2B se déroule du 19 au 21 octobre 2018 au Arena Ritten à Renon en Italie.

#### Matches
| 19 octobre | MAC Budapest | 8-0 (1-0, 6-0, 1-0) | Étoile rouge de Belgrade | Arena Ritten 75 spectateurs |

| Feuille de match | Feuille de match | Feuille de match                | Feuille de match | Feuille de match                                                                       |
| ---------------- | --- | ------------------------------- | ---------------- | -------------------------------------------------------------------------------------- |
|                  | Kreisz (Burt, Terbócs) — 18 min 54 s Langkow (Macaulay, Bodó) — 23 min 12 s (SN) Brown (Burt) — 24 min 33 s Dansereau (Langkow, Brown) — 25 min 21 s Klempa (Dansereau, Brown) — 28 min 52 s Odnoga (Garát) — 30 min 53 s Bodó (Langkow, Dudás) — 34 min 36 s Langkow (Macaulay) — 52 min 47 s (SN) | 1-0 2-0 3-0 4-0 5-0 6-0 7-0 8-0 | -                | Arbitrage : Maris Locans Alexei Roshchyn Juges de ligne : Alessio Bedana Antonio Piras |
| Bálizs           | Gardiens | Ranković                        |                  | Arbitrage : Maris Locans Alexei Roshchyn Juges de ligne : Alessio Bedana Antonio Piras |
| 8 min            | Pénalités | 16 min                          |                  | Arbitrage : Maris Locans Alexei Roshchyn Juges de ligne : Alessio Bedana Antonio Piras |
| 47               | Tirs | 19                              |                  | Arbitrage : Maris Locans Alexei Roshchyn Juges de ligne : Alessio Bedana Antonio Piras |

| 19 octobre | HDD Jesenice | 1-6 (0-3, 1-3, 0-0) | Ritten Sport | Arena Ritten 812 spectateurs |

| Feuille de match                             | Feuille de match                      | Feuille de match            | Feuille de match | Feuille de match                                                                               |
| -------------------------------------------- | ------------------------------------- | --------------------------- | --- | ---------------------------------------------------------------------------------------------- |
|                                              | - Kalan (U. Sodja) — 34 min 38 s (SN) | 0-1 0-2 0-3 0-4 0-5 0-6 1-6 | Eriksson (Lutz, Lehtinen) — 1 min 31 s (SN) Lescovs (T. Spinell, Frei) — 9 min Frei (T. Spinell, Tudin) — 12 min 15 s Eriksson (Sislannikovs) — 20 min 36 s Tudin (T. Spinell) — 26 min 58 s (SN) Tudin (Frei, T. Spinell) — 28 min 38 s (SN) - | Arbitrage : Stefan Siegel Tim Tzirtziganis Juges de ligne : Matthias Cristeli Piero Giacomozzi |
| Saunders (26 min 58 s) Kogovšek (33 min 2 s) | Gardiens                              | Tragust                     | | Arbitrage : Stefan Siegel Tim Tzirtziganis Juges de ligne : Matthias Cristeli Piero Giacomozzi |
| 8 min                                        | Pénalités                             | 35 min                      | | Arbitrage : Stefan Siegel Tim Tzirtziganis Juges de ligne : Matthias Cristeli Piero Giacomozzi |
| 40                                           | Tirs                                  | 27                          | | Arbitrage : Stefan Siegel Tim Tzirtziganis Juges de ligne : Matthias Cristeli Piero Giacomozzi |

| 20 octobre | MAC Budapest | 3-4 (0-1, 2-2, 1-1) | HDD Jesenice | Arena Ritten 120 spectateurs |

| Feuille de match | Feuille de match                                                                                            | Feuille de match            | Feuille de match | Feuille de match                                                                           |
| ---------------- | --- | --------------------------- | --- | ------------------------------------------------------------------------------------------ |
|                  | - Brown (Dudás) — 21 min 15 s - Dansereau (Dudás, Vokla) — 36 min - Orbán (Macaulay, Langkow) — 57 min 57 s | 0-1 1-1 1-2 2-2 2-3 2-4 3-4 | Glavič (Bašič, Čimžar) — 7 min 18 s - Tomaževič — 27 min 55 s - U. Sodja (Stojan) — 38 min 16 s (SN) U. Sodja (Svetina, J. Sodja) — 53 min 15 s - | Arbitrage : Alexei Roshchyn Stefan Siegel Juges de ligne : Alessio Bedana Piero Giacomozzi |
| Rajna            | Gardiens | Saunders                    | | Arbitrage : Alexei Roshchyn Stefan Siegel Juges de ligne : Alessio Bedana Piero Giacomozzi |
| 10 min           | Pénalités                                                                                                   | 18 min                      | | Arbitrage : Alexei Roshchyn Stefan Siegel Juges de ligne : Alessio Bedana Piero Giacomozzi |
| 32               | Tirs | 21                          | | Arbitrage : Alexei Roshchyn Stefan Siegel Juges de ligne : Alessio Bedana Piero Giacomozzi |

| 20 octobre | Ritten Sport | 6-4 (2-1, 0-2, 4-1) | Étoile rouge de Belgrade | Arena Ritten 900 spectateurs |

| Feuille de match | Feuille de match | Feuille de match                          | Feuille de match | Feuille de match                                                                          |
| ---------------- | --- | ----------------------------------------- | --- | ----------------------------------------------------------------------------------------- |
|                  | S. Kostner (Eriksson) — 29 s Tudin (Lescovs, T. Spinell) — 3 min 8 s (SN) - Fink — 21 min 13 s Lehtinen (S. Kostner, M. Spinell) — 41 min 37 s T. Spinell (Lescovs, Frei) — 48 min 38 s (SN) - T. Spinell (Frei, Tudin) — 51 min 19 s | 1-0 2-0 2-1 2-2 2-3 3-3 4-3 5-3 5-4 6-4   | - Brkusanin (Chegrintsev, Kerezović) — 12 min 56 s (SN) Zwick (Arai, Kuleshov) — 22 min 33 s Janković (Kuleshov) — 33 min 27 s - Daniel — 50 min 43 s - | Arbitrage : Maris Locans Tim Tzirtziganis Juges de ligne : Matthias Criteli Antonio Piras |
| H. Treibenreif   | Gardiens | Ranković (51 min 19 s) Vasić (8 min 41 s) | | Arbitrage : Maris Locans Tim Tzirtziganis Juges de ligne : Matthias Criteli Antonio Piras |
| 2 min            | Pénalités | 14 min                                    | | Arbitrage : Maris Locans Tim Tzirtziganis Juges de ligne : Matthias Criteli Antonio Piras |
| 58               | Tirs | 22                                        | | Arbitrage : Maris Locans Tim Tzirtziganis Juges de ligne : Matthias Criteli Antonio Piras |

| 21 octobre | Étoile rouge de Belgrade | 2-1 (pr) (0-0, 0-0, 1-1, 1-0) | HDD Jesenice | Arena Ritten 51 spectateurs |

| Feuille de match | Feuille de match                                                                                | Feuille de match | Feuille de match                                    | Feuille de match                                                                             |
| ---------------- | ----------------------------------------------------------------------------------------------- | ---------------- | --------------------------------------------------- | -------------------------------------------------------------------------------------------- |
|                  | - U. Novaković (Kerezović, Kuleshov) — 54 min 39 s (SN) Gaidash (Vukičević, Zwick) — 62 min 4 s | 0-1 1-1 2-1      | U. Sodja (Tomaževič, Stojan) — 45 min 53 s (2 SN) - | Arbitrage : Alexei Roshchyn Tim Tzirtziganis Juges de ligne : Piero Giacomozzi Antonio Piras |
| Ranković         | Gardiens                                                                                        | Kogovšek         |                                                     | Arbitrage : Alexei Roshchyn Tim Tzirtziganis Juges de ligne : Piero Giacomozzi Antonio Piras |
| 10 min           | Pénalités                                                                                       | 8 min            |                                                     | Arbitrage : Alexei Roshchyn Tim Tzirtziganis Juges de ligne : Piero Giacomozzi Antonio Piras |
| 18               | Tirs                                                                                            | 46               |                                                     | Arbitrage : Alexei Roshchyn Tim Tzirtziganis Juges de ligne : Piero Giacomozzi Antonio Piras |

| 21 octobre | Ritten Sport | 4-1 (2-0, 1-1, 1-0) | MAC Budapest | Arena Ritten 825 spectateurs |

| Feuille de match | Feuille de match | Feuille de match    | Feuille de match                           | Feuille de match                                                                         |
| ---------------- | --- | ------------------- | ------------------------------------------ | ---------------------------------------------------------------------------------------- |
|                  | Frei — 10 min 51 s Frei (Lescovs, T. Spinell) — 16 min 22 s (SN) - Fink (J. Kostner, M. Spinell) — 30 min 29 s Lehtinen (T. Spinell, Lescovs) — 56 min 40 s (SN) | 1-0 2-0 2-1 3-1 4-1 | - Nagy (Dudás, Brown) — 21 min 43 s (SN) - | Arbitrage : Maris Locans Stefan Siegel Juges de ligne : Alessio Bedana Matthias Cristeli |
| Tragust          | Gardiens | Bálizs              |                                            | Arbitrage : Maris Locans Stefan Siegel Juges de ligne : Alessio Bedana Matthias Cristeli |
| 16 min           | Pénalités | 14 min              |                                            | Arbitrage : Maris Locans Stefan Siegel Juges de ligne : Alessio Bedana Matthias Cristeli |
| 32               | Tirs | 50                  |                                            | Arbitrage : Maris Locans Stefan Siegel Juges de ligne : Alessio Bedana Matthias Cristeli |

#### Classement
| Clt   | Équipe                   | PJ | V | VP | D | DP | BP | BC | Diff | Pts |
| ----- | ------------------------ | -- | - | -- | - | -- | -- | -- | ---- | --- |
| +001, | Ritten Sport             | 3  | 3 | 0  | 0 | 0  | 16 | 6  | +10  | 9   |
| +002, | HDD Jesenice             | 3  | 1 | 0  | 1 | 1  | 6  | 11 | -5   | 4   |
| +003, | MAC Budapest             | 3  | 1 | 0  | 2 | 0  | 12 | 8  | +4   | 3   |
| +004, | Étoile rouge de Belgrade | 3  | 0 | 1  | 2 | 0  | 6  | 15 | -9   | 2   |

- Qualifié pour le troisième tour

### Groupe 2C
Le Groupe 2C se déroule du 19 au 21 octobre 2018 au Kurbards ledus halle à Riga en Lettonie.

#### Matches
| 19 octobre | CH Txuri Urdin | 2-6 (0-2, 2-3, 0-1) | Donbass Donetsk | Kurbards ledus halle 160 spectateurs |

| Feuille de match | Feuille de match                                                              | Feuille de match                | Feuille de match | Feuille de match                                                                   |
| ---------------- | ----------------------------------------------------------------------------- | ------------------------------- | --- | ---------------------------------------------------------------------------------- |
|                  | - Arraras (Zaballa) — 24 min 49 s Alberdi (Macháček, Gimenez) — 25 min 36 s - | 0-1 0-2 0-3 0-4 1-4 2-4 2-5 2-6 | Cherdak (Karpenko, Luhovy) — 2 min 53 s Kuzmik (Karanchuk, Kirushchankau) — 14 min 32 s Karanchuk (Silnitckii) — 21 min 54 s Novikov (Kostikov, Denyskin) — 24 min 21 s - Romanenko (Kirushchankau, Silnitckii) — 29 min 39 s (SN) Cherdak — 40 min 18 s | Arbitrage : Djordje Fazekas Alex Lazzeri Juges de ligne : Uldis Buss Agris Ozolins |
| Alcaine          | Gardiens                                                                      | Diachenko                       | | Arbitrage : Djordje Fazekas Alex Lazzeri Juges de ligne : Uldis Buss Agris Ozolins |
| 31 min           | Pénalités                                                                     | 51 min                          | | Arbitrage : Djordje Fazekas Alex Lazzeri Juges de ligne : Uldis Buss Agris Ozolins |
| 19               | Tirs                                                                          | 47                              | | Arbitrage : Djordje Fazekas Alex Lazzeri Juges de ligne : Uldis Buss Agris Ozolins |

| 19 octobre | HK Kurbads | 9-2 (3-0, 4-1, 2-1) | Skautafélag Akureyrar | Kurbards ledus halle 173 spectateurs |

| Feuille de match | Feuille de match | Feuille de match                            | Feuille de match                                           | Feuille de match                                                                     |
| ---------------- | --- | ------------------------------------------- | ---------------------------------------------------------- | ------------------------------------------------------------------------------------ |
|                  | Homjakovs (Rancevs) — 1 min 4 s Hartmanis (Bluks, J. Rēdlihs) — 8 min 32 s Homjakovs (Upitis) — 19 min 35 s Homjakovs — 25 min 23 s (TP) Cipulis (Hartmanis, Sprukts) — 27 min 46 s Hartmanis (Cipulis, Augstalns) — 28 min 29 s Homjakovs (Upitis, Rancevs) — 28 min 39 s - Rancevs (Homjakovs, Upitis) — 45 min Bluks (Valters, Rancevs) — 50 min 3 s - | 1-0 2-0 3-0 4-0 5-0 6-0 7-0 7-1 8-1 9-1 9-2 | - Sipponen (Sveinsson) — 38 min 17 s - Laine — 50 min 55 s | Arbitrage : Miha Bajt Mark Kokai Juges de ligne : Andrejs Jakovlevs Viesturs Levalds |
| Romanovskis      | Gardiens | Beukeboom (40 min) Steingrimsson (20 min)   |                                                            | Arbitrage : Miha Bajt Mark Kokai Juges de ligne : Andrejs Jakovlevs Viesturs Levalds |
| 4 min            | Pénalités | 4 min                                       |                                                            | Arbitrage : Miha Bajt Mark Kokai Juges de ligne : Andrejs Jakovlevs Viesturs Levalds |
| 68               | Tirs | 20                                          |                                                            | Arbitrage : Miha Bajt Mark Kokai Juges de ligne : Andrejs Jakovlevs Viesturs Levalds |

| 20 octobre | Donbass Donetsk | 6-3 (1-1, 1-1, 4-1) | Skautafélag Akureyrar | Kurbards ledus halle 75 spectateurs |

| Feuille de match                               | Feuille de match | Feuille de match                                   | Feuille de match | Feuille de match                                                                    |
| ---------------------------------------------- | --- | -------------------------------------------------- | --- | ----------------------------------------------------------------------------------- |
|                                                | Smirnov (Zakharov) — 1 min 49 s - Denyskin (Karpenko, Luhovy) — 28 min 41 s Karanchuk (Kirushchankau) — 44 min 26 s - Karpenko (Firsov, Cherdak) — 55 min 38 s Kirushchankau (Karanchuk) — 55 min 53 s Hancharou — 59 min 22 s (CV) | 1-0 1-1 1-2 2-2 3-2 3-3 4-3 5-3 6-3                | - Sipponen (Steger, Gislason) — 2 min 37 s Stuart-Dant (J. Leifsson, Blöndal) — 20 min 46 s - Árnason (Mikaelsson, Laine) — 53 min 56 s - | Arbitrage : Mark Kokai Alex Lazzeri Juges de ligne : Viesturs Levalds Agris Ozolins |
| Kostenko (24 min 23 s) Diachenko (35 min 37 s) | Gardiens | Beukeboom (58 min 33 s) Steingrimsson (1 min 24 s) | | Arbitrage : Mark Kokai Alex Lazzeri Juges de ligne : Viesturs Levalds Agris Ozolins |
| 0 min                                          | Pénalités | 20 min                                             | | Arbitrage : Mark Kokai Alex Lazzeri Juges de ligne : Viesturs Levalds Agris Ozolins |
| 60                                             | Tirs | 12                                                 | | Arbitrage : Mark Kokai Alex Lazzeri Juges de ligne : Viesturs Levalds Agris Ozolins |

| 20 octobre | HK Kurbads | 8-1 (2-0, 5-1, 1-0) | CH Txuri Urdin | Kurbards ledus halle 750 spectateurs |

| Feuille de match | Feuille de match | Feuille de match                    | Feuille de match                | Feuille de match                                                                    |
| ---------------- | --- | ----------------------------------- | ------------------------------- | ----------------------------------------------------------------------------------- |
|                  | Sprukts (Porejs) — 3 min 29 s Gipters (Porejs) — 6 min 20 s Cipulis (Sprukts, Gipters) — 20 min 11 s (SN) - Homjakovs (Valters, Bluks) — 22 min 32 s (SN) Cipulis (Sprukts, Hartmanis) — 31 min 4 s Homjakovs (J. Straupe, Hartmanis) — 34 min 7 s (SN) Logunovs (Štāls) — 36 min 12 s Štāls (Zembergs, Logunovs) — 55 min 35 s | 1-0 2-0 3-0 3-1 4-1 5-1 6-1 7-1 8-1 | - Macháček — 20 min 19 s (TP) - | Arbitrage : Miha Bajt Djordje Fazekas Juges de ligne : Uldis Buss Andrejs Jakovlevs |
| Čalpa            | Gardiens | Alcaine                             |                                 | Arbitrage : Miha Bajt Djordje Fazekas Juges de ligne : Uldis Buss Andrejs Jakovlevs |
| 10 min           | Pénalités | 16 min                              |                                 | Arbitrage : Miha Bajt Djordje Fazekas Juges de ligne : Uldis Buss Andrejs Jakovlevs |
| 54               | Tirs | 14                                  |                                 | Arbitrage : Miha Bajt Djordje Fazekas Juges de ligne : Uldis Buss Andrejs Jakovlevs |

| 21 octobre | Skautafélag Akureyrar | 3-2 (0-0, 1-1, 2-1) | CH Txuri Urdin | Kurbards ledus halle 63 spectateurs |

| Feuille de match | Feuille de match | Feuille de match    | Feuille de match                                                                            | Feuille de match                                                                        |
| ---------------- | --- | ------------------- | ------------------------------------------------------------------------------------------- | --------------------------------------------------------------------------------------- |
|                  | Sigrunarsson (Steger, Gislason) — 25 min 45 s - Sipponen — 41 min 14 s J. Leifsson (Thorsteinsson, Stuart-Dant) — 43 min 52 s - | 1-0 1-1 2-1 3-1 3-2 | - Muñoz (Solorzano, Mátyás) — 32 min 10 s - Jakovļevs (Gimenez, Alberdi) — 55 min 26 s (SN) | Arbitrage : Mark Kokai Alex Lazzeri Juges de ligne : Andrejs Jakovlevs Viesturs Levalds |
| Beukeboom        | Gardiens | Alcaine             |                                                                                             | Arbitrage : Mark Kokai Alex Lazzeri Juges de ligne : Andrejs Jakovlevs Viesturs Levalds |
| 10 min           | Pénalités | 4 min               |                                                                                             | Arbitrage : Mark Kokai Alex Lazzeri Juges de ligne : Andrejs Jakovlevs Viesturs Levalds |
| 39               | Tirs | 27                  |                                                                                             | Arbitrage : Mark Kokai Alex Lazzeri Juges de ligne : Andrejs Jakovlevs Viesturs Levalds |

| 21 octobre | Donbass Donetsk | 1-2 (0-0, 0-2, 1-0) | HK Kurbads | Kurbards ledus halle 968 spectateurs |

| Feuille de match | Feuille de match                           | Feuille de match | Feuille de match                                                                   | Feuille de match                                                                |
| ---------------- | ------------------------------------------ | ---------------- | ---------------------------------------------------------------------------------- | ------------------------------------------------------------------------------- |
|                  | - Ignatenko (Hancharou) — 49 min 49 s (SN) | 0-1 0-2 1-2      | Cipulis (Upitis, Augstkalns) — 25 min 43 s (SN) Rancevs (Homjakovs) — 30 min 4 s - | Arbitrage : Miha Bajt Djordje Fazekas Juges de ligne : Uldis Buss Agris Ozolins |
| Diachenko        | Gardiens                                   | Čalpa            |                                                                                    | Arbitrage : Miha Bajt Djordje Fazekas Juges de ligne : Uldis Buss Agris Ozolins |
| 8 min            | Pénalités                                  | 8 min            |                                                                                    | Arbitrage : Miha Bajt Djordje Fazekas Juges de ligne : Uldis Buss Agris Ozolins |
| 27               | Tirs                                       | 27               |                                                                                    | Arbitrage : Miha Bajt Djordje Fazekas Juges de ligne : Uldis Buss Agris Ozolins |

#### Classement
| Clt   | Équipe                | PJ | V | VP | D | DP | BP | BC | Diff | Pts |
| ----- | --------------------- | -- | - | -- | - | -- | -- | -- | ---- | --- |
| +001, | HK Kurbads            | 3  | 3 | 0  | 0 | 0  | 19 | 4  | +15  | 9   |
| +002, | Donbass Donetsk       | 3  | 2 | 0  | 1 | 0  | 13 | 7  | +6   | 6   |
| +003, | Skautafélag Akureyrar | 3  | 1 | 0  | 2 | 0  | 8  | 17 | -9   | 3   |
| +004, | CH Txuri Urdin        | 3  | 0 | 0  | 3 | 0  | 5  | 17 | -12  | 0   |

- Qualifié pour le troisième tour

## Troisième tour

### Groupe 3D
Le Groupe 3D se déroule du 16 au 18 novembre 2018 à la Patinoire Charlemagne à Lyon en France.

#### Matches
| 16 novembre | HK Homiel | 6-2 (3-0, 1-2, 2-0) | HK Kurbads | Patinoire Charlemagne 105 spectateurs |

| Feuille de match | Feuille de match | Feuille de match                | Feuille de match                                                                           | Feuille de match                                                                             |
| ---------------- | --- | ------------------------------- | ------------------------------------------------------------------------------------------ | -------------------------------------------------------------------------------------------- |
|                  | Solomonov (Khouzeyev, Syreï) — 3 min 29 s Prous (Zaïtchik) — 6 min 23 s Kolosov (Zhydkikh, Mousienko) — 15 min 11 s (SN) - Syreï (Yeronov, Solomonov) — 34 min 33 s (2 SN) Souslo (Letov, Solomonov) — 46 min 26 s (SN) Khouzeyev (Souslo) — 59 min 59 s | 1-0 2-0 3-0 3-1 3-2 4-2 5-2 6-2 | - Bluks (Sherbatov, Sprukts) — 25 min 10 s (SN) Homjakovs (Sherbatov) — 32 min 23 s (IN) - | Arbitrage : Pavel Halas Jr Lukas Kohlmüller Juges de ligne : Jérémie Douchy Guillaume Gielly |
| Boboriko         | Gardiens | Čalpa                           |                                                                                            | Arbitrage : Pavel Halas Jr Lukas Kohlmüller Juges de ligne : Jérémie Douchy Guillaume Gielly |
| 8 min            | Pénalités | 36 min                          |                                                                                            | Arbitrage : Pavel Halas Jr Lukas Kohlmüller Juges de ligne : Jérémie Douchy Guillaume Gielly |
| 40               | Tirs | 24                              |                                                                                            | Arbitrage : Pavel Halas Jr Lukas Kohlmüller Juges de ligne : Jérémie Douchy Guillaume Gielly |

| 16 novembre | Lions de Lyon | 1-2 (TB) (0-1, 1-0, 0-0, 0-0, 0-1) | Arlan Kökşetaw | Patinoire Charlemagne |

| Feuille de match | Feuille de match                      | Feuille de match | Feuille de match                                           | Feuille de match                                                                                 |
| ---------------- | ------------------------------------- | ---------------- | ---------------------------------------------------------- | ------------------------------------------------------------------------------------------------ |
|                  | - Mickēvičs (Correia) — 32 min 33 s - | 0-1 1-1 1-2      | Petrov (Zoubritski) — 2 min 53 s - Malevitch — 65 min (TB) | Arbitrage : Krzysztof Kozlowski Miro Smerdelj Juges de ligne : Gwilherm Margry Frédéric Peurière |
| Stojanovič       | Gardiens                              | Polochkov        |                                                            | Arbitrage : Krzysztof Kozlowski Miro Smerdelj Juges de ligne : Gwilherm Margry Frédéric Peurière |
| 6 min            | Pénalités                             | 12 min           |                                                            | Arbitrage : Krzysztof Kozlowski Miro Smerdelj Juges de ligne : Gwilherm Margry Frédéric Peurière |
| 30               | Tirs                                  | 30               |                                                            | Arbitrage : Krzysztof Kozlowski Miro Smerdelj Juges de ligne : Gwilherm Margry Frédéric Peurière |

| 17 novembre | Arlan Kökşetaw | 4-3 (pr) (1-2, 1-0, 1-1, 1-0) | HK Kurbads | Patinoire Charlemagne 112 spectateurs |

| Feuille de match | Feuille de match | Feuille de match            | Feuille de match                                                                                               | Feuille de match                                                                               |
| ---------------- | --- | --------------------------- | --- | ---------------------------------------------------------------------------------------------- |
|                  | - Gevel (Zoubritski, Petrov) — 5 min 31 s - Nesterov — 39 min 5 s (IN) Malevitch (Gasnikov) — 52 min 33 s (SN) - Malevitch (Iermolaïev) — 62 min 40 s (SN) | 0-1 1-1 1-2 2-2 3-2 3-3 4-3 | Sherbatov (Augstkalns, Homjakovs) — 5 min 12 s - Brancis (Upītis) — 15 min 46 s - Cipulis — 59 min 36 s (JS) - | Arbitrage : Lukas Kohlmüller Miro Smerdelj Juges de ligne : Guillaume Gielly Frédéric Peurière |
| Polochkov        | Gardiens | Čalpa                       | | Arbitrage : Lukas Kohlmüller Miro Smerdelj Juges de ligne : Guillaume Gielly Frédéric Peurière |
| 18 min           | Pénalités | 37 min                      | | Arbitrage : Lukas Kohlmüller Miro Smerdelj Juges de ligne : Guillaume Gielly Frédéric Peurière |
| 43               | Tirs | 36                          | | Arbitrage : Lukas Kohlmüller Miro Smerdelj Juges de ligne : Guillaume Gielly Frédéric Peurière |

| 17 novembre | HK Homiel | 2-1 (0-1, 1-0, 1-0) | Lions de Lyon | Patinoire Charlemagne 2 006 spectateurs |

| Feuille de match | Feuille de match                                          | Feuille de match | Feuille de match                              | Feuille de match                                                                               |
| ---------------- | --------------------------------------------------------- | ---------------- | --------------------------------------------- | ---------------------------------------------------------------------------------------------- |
|                  | - Souslo (Solomonov) — 26 min 30 s Zhydkikh — 40 min 31 s | 0-1 1-1 2-1      | Lavrovs (Llorca, Ankerst) — 7 min 17 s (SN) - | Arbitrage : Pavel Halas Jr Krzysztof Kozlowski Juges de ligne : Jérémie Douchy Gwilherm Margry |
| Boboriko         | Gardiens                                                  | Stojanovič       |                                               | Arbitrage : Pavel Halas Jr Krzysztof Kozlowski Juges de ligne : Jérémie Douchy Gwilherm Margry |
| 12 min           | Pénalités                                                 | 10 min           |                                               | Arbitrage : Pavel Halas Jr Krzysztof Kozlowski Juges de ligne : Jérémie Douchy Gwilherm Margry |
| 23               | Tirs                                                      | 27               |                                               | Arbitrage : Pavel Halas Jr Krzysztof Kozlowski Juges de ligne : Jérémie Douchy Gwilherm Margry |

| 18 novembre | Arlan Kökşetaw | 3-0 (2-0, 1-0, 0-0) | HK Homiel | Patinoire Charlemagne 205 spectateurs |

| Feuille de match | Feuille de match                                                                                                   | Feuille de match | Feuille de match | Feuille de match                                                                                   |
| ---------------- | --- | ---------------- | ---------------- | -------------------------------------------------------------------------------------------------- |
|                  | Potaïtsouk (Kisselev) — 3 min 10 s Gouliakov (Nesterov) — 8 min 29 s Kisselev (Savenkov, Potaïtsouk) — 21 min 33 s | 1-0 2-0 3-0      | -                | Arbitrage : Lukas Kohlmüller Krzysztof Kozlowski Juges de ligne : Guillaume Gielly Gwilherm Margry |
| Demidov          | Gardiens | Merzlov          |                  | Arbitrage : Lukas Kohlmüller Krzysztof Kozlowski Juges de ligne : Guillaume Gielly Gwilherm Margry |
| 4 min            | Pénalités | 6 min            |                  | Arbitrage : Lukas Kohlmüller Krzysztof Kozlowski Juges de ligne : Guillaume Gielly Gwilherm Margry |
| 33               | Tirs | 22               |                  | Arbitrage : Lukas Kohlmüller Krzysztof Kozlowski Juges de ligne : Guillaume Gielly Gwilherm Margry |

| 18 novembre | HK Kurbads | 3-2 (1-1, 0-0, 2-1) | Lions de Lyon | Patinoire Charlemagne 1 452 spectateurs |

| Feuille de match | Feuille de match | Feuille de match    | Feuille de match                                                           | Feuille de match                                                                           |
| ---------------- | --- | ------------------- | -------------------------------------------------------------------------- | ------------------------------------------------------------------------------------------ |
|                  | - Rēdlihs (Homjakovs, Upītis) — 18 min 33 s Sherbatov (Bluks, Brancis) — 46 min 24 s (SN) Homjakovs (Sherbatov) — 48 min 45 s - | 0-1 1-1 2-1 3-1 3-2 | Verbeek (Koulikov, Custosse) — 4 min 39 s - Essery — 58 min 43 s (SN + JS) | Arbitrage : Pavel Halas Jr Miro Smerdelj Juges de ligne : Jérémie Douchy Frédéric Peurière |
| Romanovskis      | Gardiens | Richard             |                                                                            | Arbitrage : Pavel Halas Jr Miro Smerdelj Juges de ligne : Jérémie Douchy Frédéric Peurière |
| 12 min           | Pénalités | 10 min              |                                                                            | Arbitrage : Pavel Halas Jr Miro Smerdelj Juges de ligne : Jérémie Douchy Frédéric Peurière |
| 27               | Tirs | 44                  |                                                                            | Arbitrage : Pavel Halas Jr Miro Smerdelj Juges de ligne : Jérémie Douchy Frédéric Peurière |

#### Classement
| Clt   | Équipe         | PJ | V | VP | D | DP | BP | BC | Diff | Pts |
| ----- | -------------- | -- | - | -- | - | -- | -- | -- | ---- | --- |
| +001, | Arlan Kökşetaw | 3  | 1 | 2  | 0 | 0  | 9  | 4  | +5   | 7   |
| +002, | HK Homiel      | 3  | 2 | 0  | 1 | 0  | 8  | 6  | +2   | 6   |
| +003, | HK Kurbads     | 3  | 1 | 0  | 1 | 1  | 8  | 12 | -4   | 4   |
| +004, | Lions de Lyon  | 3  | 0 | 0  | 2 | 1  | 4  | 7  | -3   | 1   |

- Qualifiés pour la Super Finale

### Groupe 3E
Le Groupe 3E se déroule du 15 au 17 novembre 2018 au SSE Arena à Belfast au Royaume-Uni.

#### Matches
| 15 novembre | GKS Katowice | 4-0 (1-0, 2-0, 1-0) | Ritten Sport | SSE Arena 200 spectateurs |

| Feuille de match | Feuille de match | Feuille de match | Feuille de match | Feuille de match                                                                          |
| ---------------- | --- | ---------------- | ---------------- | ----------------------------------------------------------------------------------------- |
|                  | Malasiński (Pasiut, Laakkonen) — 7 min 41 s Malasiński (Tuhkanen, Laakkonen) — 32 min 47 s (SN) Rohtla — 34 min 43 s (IN) Laakkonen (Pasiut, Malasiński) — 55 min 49 s | 1-0 2-0 3-0 4-0  | -                | Arbitrage : Nicolas Crégut Maksim Razhkou Juges de ligne : Nathan Carmichael Scott Rodger |
| Lindskoug        | Gardiens | Tragust          |                  | Arbitrage : Nicolas Crégut Maksim Razhkou Juges de ligne : Nathan Carmichael Scott Rodger |
| 12 min           | Pénalités | 6 min            |                  | Arbitrage : Nicolas Crégut Maksim Razhkou Juges de ligne : Nathan Carmichael Scott Rodger |
| 39               | Tirs | 28               |                  | Arbitrage : Nicolas Crégut Maksim Razhkou Juges de ligne : Nathan Carmichael Scott Rodger |

| 15 novembre | KHL Medveščak Zagreb | 0-4 (0-1, 0-1, 0-2) | Belfast Giants | SSE Arena 2 929 spectateurs |

| Feuille de match | Feuille de match | Feuille de match | Feuille de match | Feuille de match                                                                        |
| ---------------- | ---------------- | ---------------- | --- | --------------------------------------------------------------------------------------- |
|                  | -                | 0-1 0-2 0-3 0-4  | Vandermeer (Baun, Dwyer) — 19 min 45 s Hook (Dwyer, Baun) — 25 min 32 s Johner (Bishop, Swindlehurst) — 49 min 24 s Dwyer (Baun) — 58 min 45 s (SN) | Arbitrage : Sergueï Sobolev Gints Zviedritis Juges de ligne : Andrew Cook Robert Pullar |
| Rosandić         | Gardiens         | Beskorowany      | | Arbitrage : Sergueï Sobolev Gints Zviedritis Juges de ligne : Andrew Cook Robert Pullar |
| 22 min           | Pénalités        | 20 min           | | Arbitrage : Sergueï Sobolev Gints Zviedritis Juges de ligne : Andrew Cook Robert Pullar |
| 34               | Tirs             | 36               | | Arbitrage : Sergueï Sobolev Gints Zviedritis Juges de ligne : Andrew Cook Robert Pullar |

| 16 novembre | GKS Katowice | 2-3 (0-2, 1-0, 1-1) | KHL Medveščak Zagreb | SSE Arena 642 spectateurs |

| Feuille de match | Feuille de match                                                        | Feuille de match    | Feuille de match                                                                                     | Feuille de match                                                                       |
| ---------------- | ----------------------------------------------------------------------- | ------------------- | --- | -------------------------------------------------------------------------------------- |
|                  | - Urbanowicz — 22 min 32 s Laakkonen (Tuhkanen, Pasiut) — 41 min 39 s - | 0-1 0-2 1-2 2-2 2-3 | Aviani (Svensson) — 14 min 48 s (SN) Brine (Zanoški) — 16 min 48 s - Sauvé (Armstrong) — 42 min 50 s | Arbitrage : Maksim Razhkou Sergueï Sobolev Juges de ligne : Robert Pullar Scott Rodger |
| Lindskoug        | Gardiens                                                                | Rosandić            | | Arbitrage : Maksim Razhkou Sergueï Sobolev Juges de ligne : Robert Pullar Scott Rodger |
| 12 min           | Pénalités                                                               | 20 min              | | Arbitrage : Maksim Razhkou Sergueï Sobolev Juges de ligne : Robert Pullar Scott Rodger |
| 29               | Tirs                                                                    | 34                  | | Arbitrage : Maksim Razhkou Sergueï Sobolev Juges de ligne : Robert Pullar Scott Rodger |

| 16 novembre | Belfast Giants | 6-2 (2-2, 2-0, 2-0) | Ritten Sport | SSE Arena 3 595 spectateurs |

| Feuille de match | Feuille de match | Feuille de match                | Feuille de match                                                            | Feuille de match                                                                           |
| ---------------- | --- | ------------------------------- | --------------------------------------------------------------------------- | ------------------------------------------------------------------------------------------ |
|                  | Dwyer (Leonard, Roach) — 8 min 20 s - Riley (D. Murphy) — 18 min 49 s Riley (D. Murphy, Rutherford) — 21 min 32 s Beauvillier (Vandermeer, Bishop) — 33 min 9 s D. Murphy (Rutherford, Riley) — 45 min 1 s Boxill (D. Murphy) — 51 min 30 s | 1-0 1-1 1-2 2-2 3-2 4-2 5-2 6-2 | - S. Kostner (Lutz, Sislannikovs) — 10 min 3 s Frei (Tudin) — 10 min 37 s - | Arbitrage : Nicolas Crégut Gints Zviedritis Juges de ligne : Nathan Carmichael Andrew Cook |
| Beskorowany      | Gardiens | Tragust                         |                                                                             | Arbitrage : Nicolas Crégut Gints Zviedritis Juges de ligne : Nathan Carmichael Andrew Cook |
| 37 min           | Pénalités | 31 min                          |                                                                             | Arbitrage : Nicolas Crégut Gints Zviedritis Juges de ligne : Nathan Carmichael Andrew Cook |
| 45               | Tirs | 32                              |                                                                             | Arbitrage : Nicolas Crégut Gints Zviedritis Juges de ligne : Nathan Carmichael Andrew Cook |

| 17 novembre | Ritten Sport | 1-3 (0-1, 0-0, 1-2) | KHL Medveščak Zagreb | SSE Arena 578 spectateurs |

| Feuille de match | Feuille de match                                | Feuille de match | Feuille de match                                                                                              | Feuille de match                                                                            |
| ---------------- | ----------------------------------------------- | ---------------- | --- | ------------------------------------------------------------------------------------------- |
|                  | - Brighenti (Tudin, Spinell) — 53 min 42 s (SN) | 0-1 0-2 0-3 1-3  | Manavian (Zanoški) — 5 min 16 s Sauvé (Armstrong, Cepon) — 42 min 32 s Ficur (Brine, Kudělka) — 48 min 52 s - | Arbitrage : Nicolas Crégut Sergueï Sobolev Juges de ligne : Nathan Carmichael Robert Pullar |
| Treibenreif      | Gardiens                                        | Rosandić         | | Arbitrage : Nicolas Crégut Sergueï Sobolev Juges de ligne : Nathan Carmichael Robert Pullar |
| 6 min            | Pénalités                                       | 16 min           | | Arbitrage : Nicolas Crégut Sergueï Sobolev Juges de ligne : Nathan Carmichael Robert Pullar |
| 24               | Tirs                                            | 46               | | Arbitrage : Nicolas Crégut Sergueï Sobolev Juges de ligne : Nathan Carmichael Robert Pullar |

| 17 novembre | Belfast Giants | 2-4 (1-0, 1-2, 0-2) | GKS Katowice | SSE Arena 5 618 spectateurs |

| Feuille de match | Feuille de match                                                          | Feuille de match        | Feuille de match | Feuille de match                                                                      |
| ---------------- | ------------------------------------------------------------------------- | ----------------------- | --- | ------------------------------------------------------------------------------------- |
|                  | Roach (Johner) — 9 min 50 s D. Murphy (Riley, Rutherford) — 20 min 31 s - | 1-0 2-0 2-1 2-2 2-3 2-4 | - Łopuski (Tuhkanen) — 31 min 31 s (SN) Rohtla (Wronka, Łopuski) — 34 min 14 s Tuhkanen (Wronka) — 44 min 12 s (SN) Laakkonen — 59 min 9 s (CV) | Arbitrage : Maksim Razhkou Gints Zviedritis Juges de ligne : Andrew Cook Scott Rodger |
| Beskorowany      | Gardiens                                                                  | Lindskoug               | | Arbitrage : Maksim Razhkou Gints Zviedritis Juges de ligne : Andrew Cook Scott Rodger |
| 37 min           | Pénalités                                                                 | 12 min                  | | Arbitrage : Maksim Razhkou Gints Zviedritis Juges de ligne : Andrew Cook Scott Rodger |
| 29               | Tirs                                                                      | 31                      | | Arbitrage : Maksim Razhkou Gints Zviedritis Juges de ligne : Andrew Cook Scott Rodger |

#### Classement
| Clt   | Équipe               | PJ | V | VP | D | DP | BP | BC | Diff | Pts |
| ----- | -------------------- | -- | - | -- | - | -- | -- | -- | ---- | --- |
| +001, | Belfast Giants       | 3  | 2 | 0  | 1 | 0  | 12 | 6  | +6   | 6   |
| +002, | GKS Katowice         | 3  | 2 | 0  | 1 | 0  | 10 | 5  | +5   | 6   |
| +003, | KHL Medveščak Zagreb | 3  | 2 | 0  | 1 | 0  | 6  | 7  | -1   | 6   |
| +004, | Ritten Sport         | 3  | 0 | 0  | 3 | 0  | 3  | 13 | -10  | 0   |

- Qualifiés pour la Super Finale

## Super Finale
La Super Finale se déroule du 11 au 13 janvier 2019 à la SSE Arena de Belfast en Irlande du Nord.

### Matches
| 11 janvier | GKS Katowice | 2-4 (0-3, 2-0, 0-1) | Arlan Kökşetaw | SSE Arena 1 004 spectateurs |

| Feuille de match | Feuille de match                                                                               | Feuille de match        | Feuille de match | Feuille de match                                                                 |
| ---------------- | ---------------------------------------------------------------------------------------------- | ----------------------- | --- | -------------------------------------------------------------------------------- |
|                  | - Tuhkanen (Laakkonen, Rohtla) — 23 min 40 s (2 SN) Rohtla (Laakonen, Čakajík) — 27 min 16 s - | 0–1 0–2 0–3 1–3 2–3 2–4 | Savenkov (Klemechov, Kisseliov) — 11 min 44 s Borovikov (Berdnikov, Chitikov) — 14 min 13 s (SN) Potaïtchouk (Kisseliov, Savenkov) — 18 min (SN) - Klemechov (Nesterov) — 54 min 21 s | Arbitrage : Martin Fraňo Andreas Koch Juges de ligne : Andrew Cook Robert Pullar |
| Lindskoug        | Gardiens                                                                                       | Polochkov               | | Arbitrage : Martin Fraňo Andreas Koch Juges de ligne : Andrew Cook Robert Pullar |
| 6 min            | Pénalités                                                                                      | 8 min                   | | Arbitrage : Martin Fraňo Andreas Koch Juges de ligne : Andrew Cook Robert Pullar |
| 21               | Tirs                                                                                           | 20                      | | Arbitrage : Martin Fraňo Andreas Koch Juges de ligne : Andrew Cook Robert Pullar |

| 11 janvier | Belfast Giants | 5-0 (1-0, 1-0, 3-0) | HK Homiel | SSE Arena 3 728 spectateurs |

| Feuille de match | Feuille de match | Feuille de match    | Feuille de match | Feuille de match                                                                             |
| ---------------- | --- | ------------------- | ---------------- | -------------------------------------------------------------------------------------------- |
|                  | Rutherford (Leonard, Roach) — 17 min 54 s Dwyer (Higgins, Baun) — 21 min 58 s D. Murphy (Rutherford, Vandermeer) — 44 min 2 s (SN) Shields (D. Murphy, Vandermeer) — 50 min 20 s Higgins (Dwyer, Baun) — 57 min 41 s (SN) | 1-0 2-0 3-0 4-0 5-0 | -                | Arbitrage : Alexandre Garon Ladislav Smetana Juges de ligne : Martin Jobbágy Joep Leermakers |
| Beskorowany      | Gardiens | Bobariko            |                  | Arbitrage : Alexandre Garon Ladislav Smetana Juges de ligne : Martin Jobbágy Joep Leermakers |
| 6 min            | Pénalités | 10 min              |                  | Arbitrage : Alexandre Garon Ladislav Smetana Juges de ligne : Martin Jobbágy Joep Leermakers |
| 35               | Tirs | 13                  |                  | Arbitrage : Alexandre Garon Ladislav Smetana Juges de ligne : Martin Jobbágy Joep Leermakers |

| 12 janvier | Arlan Kökşetaw | 8-2 (4-0, 3-1, 1-1) | HK Homiel | SSE Arena 1 102 spectateurs |

| Feuille de match | Feuille de match | Feuille de match                           | Feuille de match                                                                | Feuille de match                                                                         |
| ---------------- | --- | ------------------------------------------ | ------------------------------------------------------------------------------- | ---------------------------------------------------------------------------------------- |
|                  | Kisseliov (Savenkov) — 5 min 11 s Potaïtchouk (Savenkov) — 7 min 53 s Berdnikov (Malevitch) — 9 min 54 s Antsiferov (Petrov) — 11 min 42 s Potaïtchouk (Kisseliov, Savenkov) — 25 min 3 s Petrov — 26 min 45 s (TP) - Nesterov (Gasnikov) — 37 min 33 s Borovikov (Iermolaïev, Chitikov) — 49 min - | 1-0 2-0 3-0 4-0 5-0 6-0 6-1 7-1 8-1 8-2    | - Totchilkine — 30 min 35 s (SN) - Solomonov (Sousslo, Mousienko) — 59 min 56 s | Arbitrage : Gordon Schukies Ladislav Smetana Juges de ligne : Robert Pullar Scott Rodger |
| Demidov          | Gardiens | Bobariko (7 min 53 s) Merzlov (52 min 7 s) |                                                                                 | Arbitrage : Gordon Schukies Ladislav Smetana Juges de ligne : Robert Pullar Scott Rodger |
| 6 min            | Pénalités | 4 min                                      |                                                                                 | Arbitrage : Gordon Schukies Ladislav Smetana Juges de ligne : Robert Pullar Scott Rodger |
| 41               | Tirs | 16                                         |                                                                                 | Arbitrage : Gordon Schukies Ladislav Smetana Juges de ligne : Robert Pullar Scott Rodger |

| 12 janvier | Belfast Giants | 4-2 (1-0, 1-2, 2-0) | GKS Katowice | SSE Arena 4 572 spectateurs |

| Feuille de match | Feuille de match | Feuille de match        | Feuille de match                                                                        | Feuille de match                                                                         |
| ---------------- | --- | ----------------------- | --------------------------------------------------------------------------------------- | ---------------------------------------------------------------------------------------- |
|                  | D. Murphy (Leonard, Rutherford) — 17 min 7 s - D. Murphy (Riley, McFaull) — 31 min 14 s - Leonard (Riley) — 40 min 15 s Johner (Roach, Dwyer) — 58 min 52 s (2 SN) | 1-0 1-1 2-1 2-2 3-2 4-2 | - Rohtla (Łopuski, Jyrkkiö) — 20 min 14 s - Laakkonen (Rohtla, Devečka) — 39 min 51 s - | Arbitrage : Alexandre Garon Andreas Koch Juges de ligne : Martin Jobbágy Tornike Kuchava |
| Beskorowany      | Gardiens | Lindskoug               |                                                                                         | Arbitrage : Alexandre Garon Andreas Koch Juges de ligne : Martin Jobbágy Tornike Kuchava |
| 10 min           | Pénalités | 48 min                  |                                                                                         | Arbitrage : Alexandre Garon Andreas Koch Juges de ligne : Martin Jobbágy Tornike Kuchava |
| 47               | Tirs | 28                      |                                                                                         | Arbitrage : Alexandre Garon Andreas Koch Juges de ligne : Martin Jobbágy Tornike Kuchava |

| 13 janvier | HK Homiel | 0-5 (0-2, 0-2, 0-1) | GKS Katowice | SSE Arena 726 spectateurs |

| Feuille de match | Feuille de match | Feuille de match    | Feuille de match | Feuille de match                                                                    |
| ---------------- | ---------------- | ------------------- | --- | ----------------------------------------------------------------------------------- |
|                  | -                | 0-1 0-2 0-3 0-4 0-5 | Łopuski (Jyrkkiö, Rohtla) — 17 s Łopuski (Rohtla, Jyrkkiö) — 13 min 19 s (2 SN) Łopuski (Rohtla, Laakkonen) — 20 min 27 s (SN) Strzyżowski (Starzyński, Urbanowicz) — 21 min 51 s Jyrkkiö (Laakkonen) — 58 min 15 s | Arbitrage : Andreas Koch Ladislav Smetana Juges de ligne : Andrew Cook Scott Rodger |
| Bobariko         | Gardiens         | Lindskoug           | | Arbitrage : Andreas Koch Ladislav Smetana Juges de ligne : Andrew Cook Scott Rodger |
| 28 min           | Pénalités        | 10 min              | | Arbitrage : Andreas Koch Ladislav Smetana Juges de ligne : Andrew Cook Scott Rodger |
| 17               | Tirs             | 44                  | | Arbitrage : Andreas Koch Ladislav Smetana Juges de ligne : Andrew Cook Scott Rodger |

| 13 janvier | Arlan Kökşetaw | 3-2 (TB) (2-0, 0-0, 0-2, 0-0, 1-0) | Belfast Giants | SSE Arena |

| Feuille de match | Feuille de match                                                                  | Feuille de match    | Feuille de match                                      | Feuille de match                                                                          |
| ---------------- | --------------------------------------------------------------------------------- | ------------------- | ----------------------------------------------------- | ----------------------------------------------------------------------------------------- |
|                  | Iegorov (Nesterov) — 11 min 51 s Iermolaïev — 18 min 8 s - Gasnikov — 65 min (TB) | 1-0 2-0 2-1 2-2 3-2 | - Higgins (Baun) — 47 min 44 s Johner — 48 min 56 s - | Arbitrage : Martin Fraňo Gordon Schukies Juges de ligne : Tornike Kuchava Joep Leermakers |
| Polotchkov       | Gardiens                                                                          | Beskorowany         |                                                       | Arbitrage : Martin Fraňo Gordon Schukies Juges de ligne : Tornike Kuchava Joep Leermakers |
| 8 min            | Pénalités                                                                         | 10 min              |                                                       | Arbitrage : Martin Fraňo Gordon Schukies Juges de ligne : Tornike Kuchava Joep Leermakers |
| 30               | Tirs                                                                              | 41                  |                                                       | Arbitrage : Martin Fraňo Gordon Schukies Juges de ligne : Tornike Kuchava Joep Leermakers |

### Classement
| Clt   | Équipe         | PJ | V | VP | D | DP | BP | BC | Diff | Pts |
| ----- | -------------- | -- | - | -- | - | -- | -- | -- | ---- | --- |
| +001, | Arlan Kökşetaw | 3  | 2 | 1  | 0 | 0  | 15 | 6  | +9   | 8   |
| +002, | Belfast Giants | 3  | 2 | 0  | 0 | 1  | 11 | 5  | +6   | 7   |
| +003, | GKS Katowice   | 3  | 1 | 0  | 2 | 0  | 9  | 8  | +1   | 3   |
| +004, | HK Homiel      | 3  | 0 | 0  | 3 | 0  | 2  | 18 | -16  | 0   |

- Vainqueur de la Coupe continentale IIHF 2018-2019

Malgré sa victoire, le club Kazakh ne participera pas à la prochaine édition de la Champions Hockey League à cause d'un coût logistique trop important.